# 織田莉子
織田 莉子（おだ りこ、2001年1月31日 - ）は、日本の新体操選手。愛知県一宮市 出身。

## 経歴
名古屋女子大学高等学校、MEIJOR.G出身、国士舘大学、チェルシーRGC所属。

## 人物
- 憧れの有名人:ムロツヨシ[3]
- 好きな食べ物: 大口屋の三喜羅（麩の中に餡が入った和菓子）[4]

## 戦績
- 2017年5月、全日本新体操ユースチャンピオンシップ（個人）総合得点45.250点で18位に入賞[5]。
- 2017年5月26日、新体操協会常務理事会で、フェアリージャパンへの加入が決定される[6]。